# Великомученик
Великому́ченики (грец. μεγαλόμαρτυρ, лат. magnus martyr) — святі, що зазнали особливо тяжких, жорстоких і тривалих мук за християнську віру, і проявили при цьому надзвичайну твердість у вірі; шануються особливо врочистими службами.
Оскільки прийнятий нині поділ святих на лики остаточно склався лише в VII–VIII ст., у давнину великомученики могли іменуватися маловідомими зараз святими, напр. антіохійська вмч. Дросіда, на честь якої свт. Іоанн Златоуст написав похвальне слово (грец. εἰς τὴν ἁγίαν μεγαλομάρτυρα Δροσίδα).
Віра й терпіння великомучеників, а також чудеса, що відбувалися під час їх катувань, звернули думки язичників до віри в Христа — у цьому можна бачити загальцерковний сенс їх страждань. Особливе місце великомучеників у лику мучеників ґрунтується на потребі вказати на всепереможну силу Божу, що явила себе в людській немочі.